# We Are the Champions
«We Are the Champions» (укр. «Ми чемпіони») — пісня британського рок-гурту «Queen», вперше випущена у альбомі 1977 року «News of the World». Написана фронтменом Фредді Мерк'юрі, вона є однією з найпопулярніших пісень «Queen» і одним із найупізнаваніших гімнів рок-музики. Пісня мала всесвітній успіх, досягла другого місця в британському чарті синглів і четвертого у «Billboard Hot 100» в Сполучених Штатах. У 2005 році її визнано улюбленою піснею в світовому музичному опитуванні «Sony Ericsson» а в 2009 введено до Зали слави премії «Греммі» . У 2011 році група дослідників-науковців зробила висновок, що ця пісня найзахоплююча в історії популярної музики.
«We Are the Champions» стала гімном перемог на спортивних змаганнях, в тому числі як офіційна тема для Чемпіонату світу з футболу 1994 року і часто використовувалася або згадувався в популярній культурі. Також виконувалися кавер-версії до пісні багатьма артистами.
7 жовтня 2017 «Queen» випустили версію пісні під назвою «Raw Sessions», присвячену 40-річчю випуску альбому «News of the World». Вона зроблена з раніше неопублікованих вокальних та інструментальних запозичень з оригінальних багатодоріжкових стрічок. Ця версія також вперше представила початкову записану довжину композиції, що на два приспіви більше, ніж відредагований сингл 1977 року.

## Музика
Написана Фредді Мерк'юрі «We Are the Champions», натхненням до її створення стала вдячна радісна реакція на виступ гурту глядачів на концерті в «Бінглі Холл», у Стаффорді. Після концерту вони заспівали для гурту пісню «You'll Never Walk Alone». У пісні втілені численні елементи арена-року, Браян Мей констатував: «Ми хотіли, щоб натовп робив хвилі й співав. Вона пісня дуже об'єднувальна й позитивна».
У музичному плані композиція заснована на фортепіанній партії Мерк'юрі, що підтримується ударними і бас-гітарою Роджера Тейлора і Джона Дікона. У мелодію пісні Мей наклав певні фрагменти гітарної гри, яка первісно була ледь помітною, але потім розвинена до «соло», що грало синхронно з останнім приспівом. Мерк'юрі зайнявся безліччю джазових акордів (мажор і мінор у 6-й, 7-й, 9-й, 11-й і 13-й гармоніях), і приспівами, представленими як голосові чотирьох- та п'яти-частинні вокальні гармонії. Виконання головного вокалу було дуже вимогливим і різким (у найвищій точці він сягає «до» другої октави як у белтингу, так і у фальцеті). Одне з найпримітніших виконань пісні Мерк'юрі відбулося на концерті «Live Aid» на лондонському стадіоні «Вемблі» у 1985 році.
Сингл з «We Are the Champions» містив пісню «We Will Rock You» на Б-стороні, слідуючи альбомній послідовності. Ці дві композиції часто виконувалися послідовно під час концертів «Queen», і зазвичай разом на радіопередачах (в альбомній послідовності). Дотримуючись традицій, вони також виконувалися на закритті концерту пам'яті Фредді Мерк'юрі 1992 року, усіма артистами-учасниками концерту, що приєдналися до основного вокалу Лайзи Мінеллі.

## Музичне відео
Відео для пісні знято на спеціальній відеосесії за участю членів фан-клубу у «New London Theatre Centre» 6 жовтня 1977 року режисером Дереком Барбріджем. Альтернативна версія, що починається в монохромі, а потім «вибухає кольором», коли вступають барабани й гітари, фігурувала в телепередачі «Top of the Pops 2» і включала альтернативний відеоряд, знятий того ж дня.

## Вплив
У 2011 році група дослідників-вчених прийшла до висновку, що ця композиція найбільше запам'яталась в історії поп-музики, незважаючи на те, що вона не потрапила до чартів на будь-якому великому ринку музики. Доктор Деніел Малленсіфен вказав в своєму дослідженні: «Кожен музичний успіх залежить від математики, науки, техніки і технологій, від фізики і частот звуку, які визначають висоту тону і гармонію, високотехнологічних цифрових процесорів і синтезаторів, які можуть додавати ефекти, щоб зробити пісню тією, що більш запам'ятовується. Ми виявили, що існує наука, яка лежить в основі співу і особливої комбінації нейробіології, математики та когнітивної психології, яка може створити невловимий еліксир ідеальної співочої пісні».
У липні 2016 року пісню використано для представлення Дональда Трампа на першому засіданні Республіканських національних зборів в Клівленді. «Queen» відразу ж виступили із заявою, в якому засуджувалося використання Трампом пісні, оскільки воно не було санкціоноване гуртом. Ліцензування для публічного використання пісні керується організацією-виконавцем Broadcast Music, Inc. (BMI).

## Сингл
У 1977—1978 роках «We Are the Champions» випущено як сингл в багатьох країнах, вона досягла 2 позиції у «UK Singles Chart» та 4 позиції у «Billboard» в США. В Ірландії, Нідерландах та Норвегії вона потрапила у «топ-10» чартів; у Німеччині, Австрії та Швеції — у «топ-15».
У 1992, 1993 та 1998 роках сингл повторно випущено у Франції, де він провів 45 тижнів у чартах, піднявшись відповідно на 19, 14 та 10 позицію під час Чемпіонату світу з футболу 1998 року.

## Музиканти
- Фредді Мерк'юрі — головний вокал, бек-вокал, піаніно;
- Браян Мей — електрогітара, бек-вокал;
- Роджер Тейлор — ударні, бек-вокал;
- Джон Дікон — бас-гітара.

## Трек-лист
| 7" сингл (реліз 1977 року) 1. «We Are the Champions» — 3:00 2. «We Will Rock You» — 2:00 3" CD сингл (реліз 1988 року) 1. «We Are the Champions» — 3:02 2. «We Will Rock You» — 2:02 3. «Fat Bottomed Girls» — 3:23 | CD сингл (реліз 1992 року) 1. «We Are the Champions» — 2:59 2. «We Will Rock You/We Are the Champions» — 5:00 |

## Чарти і сертифікації
| Країна/чарт (1977–78)             | Позиція |
| --------------------------------- | ------- |
| Австралія (Kent Music Report)     | 8       |
| Австрійський чарт синглів         | 12      |
| Канадський чарт синглів (RPM)     | 3       |
| Нідерландський чарт синглів       | 2       |
| Німецький чарт синглів            | 13      |
| Ірландський чарт синглів          | 3       |
| Новозеландський чарт синглів      | 8       |
| Норвезький чарт синглів           | 6       |
| Шведський чарт синглів            | 14      |
| Британський чарт синглів          | 2       |
| США (Billboard Hot 100)           | 4       |
| США (Cash Box Top 100)            | 3       |
| Чарт (1993–94)                    | Позиція |
| Нідерландський чарт синглів       | 27      |
| Французький чарт синглів          | 14      |
| Чарт (1998)                       | Позиція |
| Французький чарт синглів          | 10      |
| Країна/чарт (2006)                | Позиція |
| США (Billboard Hot Digital Songs) | 61      |
| Країна/чарт (2016)                | Позиція |
| Польща (Polish Airplay Top 100)   | 50      |

| Країна/чарт (2018)                  | Позиція |
| ----------------------------------- | ------- |
| Канада (Hot Canadian Digital Songs) | 28      |
| Угорщина (Single Top 40)            | 26      |
| Японія (Japan Hot 100)              | 28      |
| США (Billboard)                     | 11      |

| Чарт (1977)                 | Позиція |
| --------------------------- | ------- |
| Британський чарт синглів    | 23      |
| Країна/чарт (1978)          | Позиція |
| Австралійський чарт синглів | 57      |
| Австрійський чарт синглів   | 25      |
| Канадський чарт синглів     | 27      |
| США (Billboard Hot 100)     | 25      |
| Чарт (1998)                 | Позиція |
| Французький чарт синглів    | 72      |
| Країна/чарт (2018)          | Позиція |
| США (Billboard)             | 99      |

| Країна | Сертифікація    | Продано     |
| --- | --------------- | ----------- |
| Франція (SNEP) | Золото + Золото | 874 000     |
| Велика Британія (BPI)                                                                                               | Золото          | 500 000     |
| США (RIAA) віниловий реліз 1977 року                                                                                | Платина         | 2 000 000^  |
| США (RIAA) цифровий реліз 2003 року                                                                                 | 3×Платина       | 3 000 000** |
| ^ Цифри збуту, засновані тільки на сертифікації **продажі + потокові завантаження, засновані тільки на сертифікації |                 |             |

## ВерсіяCrazy Frog
«We Are the Champions (Ding a Dang Dong)» — пісня комп'ютерного анімаційного персонажу Crazy Frog 2006 року, натхненна хітом «Queen» «We Are the Champions» 1977 року. Вона випущена як сингл 5 червня 2006 року для супроводу Чемпіонату світу з футболу 2006 року.

### Музичне відео
Музичне відео зображує персонажа Crazy Frog у ліжку, якому сниться те, як він змагається у футбольному матчі проти команди «Killbots». Незважаючи на чисельну перевагу, він легко перемагає, принижуючи їх. Під час одного голу, м'яч відскакує від сітки, нокаутуючи його, тим самим змушуючи ненадовго прокинутися. Перемігши своїх ворогів, він виявляє, що витає у футбольному всесвіті.
Він випадково кидає погляд на сотні клонів, що марширують до нього. Crazy Frog панікує і біжить від страху, досягаючи високих сходів, що ведуть до гігантського золотого трофею. Піднімаючись по сходах він виснажується біля вершини, на відміну від своїх невтомних переслідувачів. Трофей перетворюється в гігантський футбольний м'яч, який починає швидко котитися на нього.
Crazy Frog збивається м'ячем і падає разом з ним назад на землю, через що він прокидається. Музичне відео спочатку з'явилося у інтернеті в такому вигляді, в якому було випущене. Проте в нинішній версії відсутній футбольний м'яч і супровідні звукові ефекти.
Після виходу на міжнародний ринок, відео демонструвалося перед анімаційним фільмом «Тачки».

### Реліз
Сингл мав найбільший успіх у Франції. 10 червня 2006 року він посів 1 позицію і залишився на ній п'ять тижнів, входив протягом дев'яти тижнів у «топ-10», 17 тижнів — у «топ-50» і 25 тижнів загалом у чарт. 30 серпня 2006 року він отримав сертифікацію «золотий диск», через два місяці після його випуску від SNEP (французького сертифікатора) і став п'ятнадцятим за продажем у 2006 році в цій країні.

### Трек-лист
CD-сингл
1. «We Are the Champions (Ding a Dang Dong)» (radio edit) — 2:57
2. «We Are the Champions (Ding a Dang Dong)» (club mix) — 5:49

Maxi-сингл
1. «We Are the Champions (Ding a Dang Dong)» (radio edit) — 2:57
2. «We Are the Champions (Ding a Dang Dong)» (house mix) — 6:04
3. «We Are the Champions (Ding a Dang Dong)» (club mix) — 5:51
4. «We Are the Champions (Ding a Dang Dong)» (club mix dub) — 5:17
5. «We Are the Champions (Ding a Dang Dong)» (video)

### Сертифікації і продажі
| Країна  | Сертифікація | Дата           | Сертифікований продаж | Фізичний продаж |
| ------- | ------------ | -------------- | --------------------- | --------------- |
| Бельгія | Золото       | 9 вересня 2006 | 20 000                | ?               |
| Франція | Золото       | 30 серпня 2006 | 200 000               | 205 908         |

### Чарти
| Країна/чарт (2006)                        | Позиція |
| ----------------------------------------- | ------- |
| Австралія (ARIA)                          | 13      |
| Австрія (Ö3 Austria Top 40)               | 4       |
| Бельгія (Ultratop 50 Flanders)            | 10      |
| Бельгія (Ultratop 50 Wallonia)            | 2       |
| Данія (Tracklisten)                       | 3       |
| Нідерланди (Single Top 100)               | 100     |
| Європа (Eurochart Hot 100)                | 2       |
| Фінляндія (Suomen virallinen lista)       | 10      |
| Франція (SNEP)                            | 1       |
| Німеччина (Official German Charts)        | 10      |
| Ірландія (IRMA)                           | 23      |
| Італія (FIMI)                             | 13      |
| Нова Зеландія (Recorded Music NZ)         | 20      |
| Іспанія (PROMUSICAE)                      | 2       |
| Швеція (Sverigetopplistan)                | 11      |
| Швейцарія (Schweizer Hitparade)           | 5       |
| Велика Британія (Official Company Charts) | 11      |
| Країна/чарт (2010)                        | Позиція |
| Іспанія (PROMUSICAE)                      | 32      |

| Чарт (2006)                          | Позиція |
| ------------------------------------ | ------- |
| Австрійський чарт синглів            | 44      |
| Бельгійський чарт синглів (Фландрія) | 36      |
| Бельгійський чарт синглів (Валлонія) | 12      |
| Французький чарт синглів             | 15      |

## Інші версії і семпли
- У 2001 році вокаліст Роббі Вільямс і «Queen» (Мей/Тейлор), виконали пісню як саундтрек до фільму «Історія лицаря» (2001).
- Пісня використовувалася в першому сезоні серіалу «Теорія великого вибуху».
- Пісня використана в епізоді серіалу «Звичайне шоу».
- Ця пісня була використана в анімаційному серіалі «Сімпсони» у епізоді «Вона звикла бути моєю дівчиною».
- 7 жовтня 2017 «Queen» випустили версію пісні під назвою «Raw Sessions», присвячену 40-річчю випуску альбому «News of the World». Вона була зроблена з раніше неопублікованих вокальних та інструментальних запозичень з оригінальних багатодоріжкових стрічок. Ця версія також вперше представила оригінальну записану довжину композиції, що на два приспіви більше, ніж відредагований сингл 1977 року.[7]

## Кавер-версії
- Лайза Міннеллі та інші гості-виконавці співали цю пісню на закритті концерту пам'яті Фредді Мерк'юрі у 1992 році.
- Гурт «Green Day» виконував пісню на фестивалях Редінг і Лідс у 2004 році та «Live 8» у 2005 році.[36][37]
- Адам Ламберт і Кріс Аллен, виконали пісню у 8 сезоні фіналу реаліті-шоу «American Idol», 20 травня 2009 року.[38]
- У 2011 році Крістіна Агілера, Cee Lo Green, Адам Левін та Блейк Шелтон виконали пісню на телепроєкті «The Voice».[39]
- У 2012 році Кеті Перрі виконала пісню на фестивалі «Summertime Ball» перед 80 000 глядачів на новому стадіоні «Вемблі» в Лондоні.[40]
- Під час свого туру в 2014 році «Monumentour», гурт «Fall Out Boy» виконав коротку версію пісні на сцені, перш ніж вона титульним треком їхнього альбому «Save Rock and Roll» 2013 року.